# The Catalyst
The Catalyst – pierwszy singel amerykańskiego zespołu rockowego Linkin Park z ich czwartego albumu studyjnego, A Thousand Suns. Został wydany 2 sierpnia 2010.

## Piosenka
Utwór jest jedną z najbardziej mrocznych piosenek grupy. Był on także zapowiedzią równie ponurego materiału w historii zespołu. Piosenka zawiera między innymi wstawki syntezatorów, które na albumie prawdopodobnie są „przykryte elektroniczną warstwą” piosenki ją poprzedzającej, czyli Fallout.

## Teledysk
Teledysk jest dość mrocznym materiałem do singla, który idealnie odzwierciedla nastrój piosenki. Ukazuje wykonawców zespołu w różnych miejscach (Chester Bennington w wodzie, z której próbuje się wydostać, Mike Shinoda w samochodzie), natomiast pod koniec teledysku pojawia się tłum ludzi. Grupa kończy utwór przy akompaniamencie otaczającego ich „wulkanu” kolorów.

## Twórcy
- Chester Bennington – wokale
- Mike Shinoda – wokale główne, pianino, syntezator, sampler
- Dave „Phoenix” Farrell – gitara basowa, chórki
- Brad Delson – gitara, instrumenty perkusyjne, chórki
- Joe Hahn – turntablizm, samplery, miksowanie, chórki
- Rob Bourdon – perkusja, chórki

## Lista utworów
1. „The Catalyst” – 5:44
2. „New Divide” (na żywo w Terra Vibe Park w Atenach – 21 lipca 2009) – 4:55

## Listy przebojów
| Lista przebojów (2010)   | Pozycja |
| ------------------------ | ------- |
| ARIA Charts              | 33      |
| Ö3 Austria Top 40        | 18      |
| Ultratop 50              | 6       |
| Ultratop 40              | 44      |
| Canadian Hot 100         | 28      |
| MegaCharts               | 95      |
| European Hot 100 Singles | 29      |
| Media Control Charts     | 11      |
| RIANZ                    | 27      |
| Sverigetopplistan        | 31      |
| Schweizer Hitparade      | 29      |
| Billboard Hot 100        | 27      |
| Billboard Rock Songs     | 1       |
| Modern Rock Tracks       | 1       |